# Jan Baszczyński
Jan Baszczyński (ur. 7 stycznia 1933 w Zgierzu, zm. 7 sierpnia 2020) – polski specjalista w zakresie kardiologii i pediatrii, płk prof. dr hab. n. med.

## Życiorys
Studiował w Akademii Medycznej w Łodzi. Obronił pracę doktorską, w 1972 otrzymał stopień doktora habilitowanego. W 1981 nadano mu tytuł profesora w zakresie nauk medycznych, a w 1989 tytuł profesora zwyczajnego. Pracował w Wyższej Szkole Humanistycznej i Ekonomicznej w Łodzi, oraz w I Katedrze Pediatrii na Uniwersytecie Medycznym w Łodzi.

## Odznaczenia i wyróżnienia
- Złoty Medal „Za zasługi dla obronności kraju”[1]
- Krzyż Kawalerski Orderu Odrodzenia Polski[1]
- Złoty Krzyż Zasługi[1]
- Bene Meritus „Za ofiarną służbę w ochronie zdrowia i życia ludzkiego”[1]
- Odznaka za Wzorową Pracę w Służbie Zdrowia, Honorową Odznaką m. Łodzi[1]
- Medal Komisji Edukacji Narodowej[1]